# George Claridge Druce
George Claridge Druce (Potterspury, 23 mei 1850 – Oxford, 29 februari 1932) was een Brits botanicus en burgemeester van Oxford.

## Biografie
G. Claridge Druce was de buitenechtelijke zoon van Jane Druce. Hij ging naar school in Yardley Gobion. Op zijn 16e ging hij in de leer bij P. Jeyes & Co., een farmaceutisch bedrijf in Northampton. In 1872 legde hij het examen af om zelf farmaceut te worden. Zijn voornaamste interesse was botanie. In 1876 was hij betrokken bij de oprichting van de Northampton Natural History Society.
In juni 1879 verhuisde Druce naar Oxford, alwaar hij zijn eigen drogisterij opzette; Druce & Co. Deze bleef hij runnen tot aan zijn dood. Hij was een van de eerste mensen in Oxford die over een telefoon beschikte.
In 1880 hielp Druce bij de oprichting van de Ashmolean Natural History Society of Oxfordshire. In 1901 liet hij deze fuseren met de Oxfordshire Natural History Society. In 1886 publiceerde Druce The Flora of Oxfordshire, in 1887 The Flora of Berkshire en in 1926 The Flora of Buckinghamshire. Hij was een van de weinigen die een flora schreef voor meer dan een graafschap.
In 1889 kreeg Druce van de Universiteit van Oxford een Master of Arts. In 1895 werd hij veldconservator voor het botaniedepartement van deze universiteit.
Claridge Druce diende van 1892 tot aan zijn dood in de stadsraad van Oxford, en was voorzitter van het comité voor volksgezondheid. Van 1896 tot 1897 was hij sheriff van Oxford. Van 1900 tot 1901 was hij burgemeester.
Bruce was een lid van de Royal Society en vrederechter. Hij stierf op 82-jarige leeftijd.